# I guardiani di Ga'Hoole - Duello mortale
I guardiani di Ga'Hoole – Duello mortale (titolo originale Guardians of Ga'Hoole: The Rescue) è un romanzo fantasy per ragazzi del 2004 di Kathryn Lasky. È il terzo capitolo della collana de I guardiani di Ga'Hoole ed è stato pubblicato in italiano per la prima volta nel 2007. È il seguito de I guardiani di Ga'Hoole - Il grande viaggio.

## Trama
Ezylryb è ancora scomparso e sono due mesi che Soren è alla sua ricerca. Una cometa lampeggia nel cielo e Octavia teme che possa essere un presagio. Più tardi, Soren ha un incubo sui granelli. Durante un volo di interpretazione meteorologica, il gufo si ferma nel Bosco degli Spiriti, dove incontra gli scrum (fantasmi) dei suoi genitori che gli dicono di stare attento a  Becco di Metallo. Quando Soren torna all'Albero, chiede a Bubo di Becco di Metallo e, scioccato, il fabbro spiega che Becco di Metallo è il gufo più brutale e malvagio della Terra, ma anche che non si sa a quale specie appartenga. Racconta anche a Soren della Fabbra Solitaria di Velargento. Soren informa gli altri membri della sua Banda, che si dirige a Velargento durante la festa del raccolto della cainca bianca e incontra la Fabbra, che scoprono essere la sorella di Madame Plonk. Lei spiega la sua storia passata, prima di dire loro che Becco di Metallo e la sua banda sono peggio di Sant'Aegolius. Menziona anche che Ezylryb ha dei nemici e che Octavia non è nata cieca. Quando tornano al Grande Albero , Gylfie scopre che la loro assenza è stata scoperta da Dewlap, per il quale Twilight ha dovuto scontare una sciupafocaia (punizione). Sono stati convocati dal parlamento e, sebbene Boron e Barran siano stati clementi con loro, sapendo che si erano dileguati per cercare Ezylryb perdendosi la festa del raccolto, Dewlap li punisce con una sciupafocaia per i successivi tre giorni.
Più tardi, Soren, Gylfie e Digger si intrufolano nella cavità di Ezylryb dove trovano una stanza segreta contenente un paio di grinfie da battaglia. Octavia appare e racconta loro che Ezylryb un tempo era noto come Lyze di Kiel, un leggendario guerriero dei Regni del Nord che ha praticamente assicurato la vittoria della Lega di Kiel durante la Guerra delle Grinfie di Ghiaccio. Octavia rivela anche di essere lei stessa un serpente Kieliano. Racconta loro la storia della compagna di Ezylryb, Lil , e di suo fratello, Ifghar , e di come sia responsabile delle mutilazioni sue e di Ezylryb: Ifghar si era innamorato di Lil, ma lei scelse Ezylryb al posto suo. Così tradì non solo Ezylryb, ma anche l'intera Lega di Kiel unendosi alla Lega degli Artigli di Ghiaccio a condizione che Lil gli fosse data come compagna. Nella Battaglia degli Artigli di Ghiaccio, Lil fu uccisa e Lyze fu catturato, ma riuscì a liberarsi staccandosi un artiglio con un morso. Fu durante la stessa battaglia che Octavia perse la vista.
Quando i tre tornano alla loro cavità, trovano Eglantine irrequieta. Con l'aiuto del frammento di mica portato da Mags l’Ambulante, Eglantine rivela l'esistenza dei Puri, di cui Becco di Metallo è il leader. Anche Otulissa si offre di andare con loro, desiderosa di aiutare Ezylryb, grazie al quale ora lei è un gufo migliore. Così la nuova Banda, che ora si fa chiamare lo Stormo degli Stormi, si dirige al castello dei Puri, dove scoprono che il potere dei granelli deriva dal magnetismo superiore. Otulissa rivela che per resistere al potere dei granelli è necessaria la presenza di metallo mu e pesto capisce che Ezylryb è intrappolato nel Triangolo del Diavolo. Utilizzando il carbone e il metallo mu, lo Stormo degli Stormi distrugge le trappole del Triangolo del Diavolo e libera Ezylryb. Improvvisamente, vengono attaccati da Becco di Metallo e nove dei suoi seguaci. Tuttavia, Martin e Ruby si presentano e aiutano a scacciarli. Durante la battaglia, viene rivelato che Becco di Metallo è Kludd, che rimane ferito durante lo scontro con Soren. Dopo la battaglia, lo Stormo degli Stormi torna all'Albero con Ezylryb, che viene accolto calorosamente.

## Edizioni
Pubblicato nel 2007 da Mondadori Junior nella collana Fantasy (tradotto da Raffaella Belletti).